# Weltmeisterschaften 2027
Als Weltmeisterschaft 2027 oder WM 2027 bezeichnet man folgende Weltmeisterschaften, die im Jahr 2027 geplant sind:
- Basketball-Weltmeisterschaft 2027
- Biathlon-Weltmeisterschaften 2027
- Cricket World Cup 2027
- Eishockey:
  - Eishockey-Weltmeisterschaft der Frauen 2027
  - Eishockey-Weltmeisterschaft der Herren 2027
  - Eishockey-Weltmeisterschaft der U20-Junioren 2027
- Fußball-Weltmeisterschaft der Frauen 2027
- Handball:
  - Handball-Weltmeisterschaft der Frauen 2027
  - Handball-Weltmeisterschaft der Männer 2027
- Leichtathletik-Weltmeisterschaften 2027
- Radsport:
  - Radsport-Weltmeisterschaften 2027
  - Bahnradsport-Weltmeisterschaften 2027
  - Mountainbike-Weltmeisterschaften 2027
  - Straßenradsport-Weltmeisterschaften 2027
- Weltmeisterschaften der Rhythmischen Sportgymnastik 2027
- Rodeln: Rennrodel-Weltmeisterschaften 2027
- Rugby-Union-Weltmeisterschaft 2027
- Schwimmweltmeisterschaften 2027
- Ski Alpin: Alpine Skiweltmeisterschaften 2027
- Freestyle-Skiing-Weltmeisterschaften 2027
- Ski Nordisch: Nordische Skiweltmeisterschaften 2027
- Snowboard-Weltmeisterschaften 2027